# Steve Hauschildt
Steve Hauschildt (1984) è un compositore statunitense di musica elettronica, residente in Cleveland.

## Carriera
Hauschildt era membro della band Emeralds, insieme a Mark McGuire e John Elliott.
Il primo album da solista pubblicato da Hauschildt risale al 2011, Tragedy & Geometry. Esso contiene un elevato utilizzo del sintetizzatore Prophet 08 ed è influenzato in particolare dalla musica cosmica tedesca degli anni '70.
Nel 2012 pubblica il secondo album Sequitur Nel settembre 2015, pubblica Where All Is Fled, dopo tre anni di assenza dalla pubblicazione di materiale originale
Nell'ottobre 2016 pubblica l'album Strands.

## Discografia
- The Summit (Gneiss Things, 2007)
- Critique of the Beautiful (Gneiss Things, 2009)
- Tragedy & Geometry (Kranky, 2011)
- Sequitur (Kranky, 2012)
- S/H (Editions Mego, 2013)
- Where All Is Fled (Kranky, 2015)
- Strands (Kranky, 2016)
- Dissolvi (Ghostly International, 2018)
- Nonlin (2019)